# الحرب الأمريكية الإسبانية
الحرب الأمريكية الأسبانية (بالإسبانية: Guerra hispano-estadounidense)‏ هي حرب خاضتها الولايات المتحدة إلى جانب ثوار كوبا ضد إسبانيا عام 1898، لتحرير كوبا من الاحتلال الإسباني. بدأت الثورة في كوبا عام 1895، فكبدت مؤسسات الاستثمار الأمريكية خسائر فادحة. وتبينت الولايات المتحدة أهمية كوبا الإستراتيجية، بالنسبة لمشروع حفر قناة في أمريكا الوسطى بين المحيطين، وأثار الشعور العدائي في الولايات المتحدة خطاب الوزير الأسباني المفوض بواشنطن الذي نال فيه من الرئيس ماكنلي، كما أثاره إغراق المدرعة الأمريكية مين. طالبت الولايات المتحدة إسبانيا بالجلاء.
نشبت الحرب بين الولايات المتحدة الأمريكية وإسبانيا في العام 1898. وأدت إلى سلسلة من الهزائم الإسبانية نتج عنها تحول الولايات المتحدة إلى دولة استعمارية كبرى وقوة عالمية بعد أن كانت قوة أمريكية إقليمية، وخسارة إسبانيا لمستعمراتها في أمريكا والمحيط الهادئ، وتحولها إلى قوة من الدرجة الثانية.
زامن اندلاع الحرب طفولة الملك ألفونسو الثالث عشر ووصاية أمه الملكة ماريا كريستينا أرملة الملك ألفونسو الثاني عشر على العرش، في حين كان براخسيدس ماتيو ساغستا رئيسا للحكومة الإسبانية وويليام ماكينلي رئيساً للولايات المتحدة الأمريكية.
يطلق على هذا الصراع بشكل شائع في إسبانيا حرب كوبا أو كارثة 98، أما في كوبا فيطلق عليه الحرب الإسبانية الكوبية الأمريكية الشمالية، ويسمى خطأ بالحرب الإسبانية الأمريكية تأثراً بالطريقة التي يعرف بها هذا الصراع في أمريكا Spanish-American War.
وكانت نتائجها الأولية من الطرف الإسباني فقدان جزيرة كوبا، التي نودي بها جمهورية مستقلة، لكنها بقيت تحت وصاية الولايات المتحدة. وكذلك الحال مع بويرتو ريكو والفلبين وغوام اللواتي أصبحن مستعمرات مستقلة تابعة للولايات المتحدة. كما أدى احتلال أمريكا للفلبين إلى اندلاع الحرب الفليبينية الأمريكية (1899 - 1902).

## خلفية تاريخية
تعود جذور هذه الحرب إلى الأطماع التوسعية الأمريكية في منطقة البحر الكاريبي. وإلى انهيار الإمبراطورية الإسبانية التي لم تعد قادرة على السيطرة على مستعمراتها. فلقد كانت كوبا مستعمرة إسبانية، غير أنها شهدت نضالات واسعة من أجل الاستقلال خلال النصف الثاني من القرن التاسع عشر. وكان الأمريكيون قد استثمروا 50 مليون دولار في مزارع السكر الكوبية. كما كانت الاحتكارات البترولية الأمريكية وملاك المناجم والاحتكارات الصحفية ترغب في شن حرب ضد إسبانيا. ويضاف إلى هؤلاء كبار العسكريين الأمريكيين الذين كانوا يطمحون إلى السيطرة على المواقع الاستراتيجية الخاضعة لإسبانيا في كل من البحر الكاريبي والمحيط الهادئ. وكانت كوبا تعيش أجواء انتفاضة عامة بدءا من العام 1895، حاول الإسبان بشتى الطرق القضاء عليها.
و جاءت الذريعة للحرب في فبراير 1898، حين وقع انفجار في البارجة الأمريكية «مين» التي كانت راسية في ميناء هافانا، مما أدى إلى مقتل 260 أمريكي. وعلى الرغم من أن الأسباب الحقيقية وراء الانفجار لم تعرف حتى اليوم، فلقد استفادت الولايات المتحدة من الحادث لتبرر الانجراف نحو الحرب. وحاول الإسبان تجنب الحرب مقدمين شتى التنازلات، غير أن جهودهم باءت بالفشل.

### موقف إسبانيا حيال مستعمراتها
مثلت المشاكل المجتمعة الناشئة عن حرب شبه الجزيرة (1807-1814)، فقدان معظم مستعمراتها في الأمريكيتين في حروب الاستقلال الإسبانية الأمريكية أوائل القرن التاسع عشر وثلاثة حروب كارلية (1832-1876)، لحظة ضعف للكولونيالية الإسبانية. قدمت النخب الإسبانية الليبرالية مثل أنطونيو كانوفاس ديل كاستيلو وإيميليو كاستيلار تفسيرات جديدة لمفهوم «الإمبراطورية» لكي يتوافق مع القومية الإسبانية الوليدة. أوضح كانوفاس في خطاب ألقاه أمام جامعة مدريد في عام 1882 نظرته إلى لأمة الإسبانية على أساس العناصر الثقافية واللغوية المشتركة – على جانبي المحيط الأطلسي- التي كانت تربط أراضي إسبانيا معًا.
رأى كانوفاس في الكولونيالية الإسبانية «خيرًا» أكبر مما رآه في كولونيالية القوى الأوروبية الأخرى. اعتبر الرأي السائد في إسبانيا قبل الحرب أن نشر «الحضارة» والمسيحية هو الهدف الرئيسي لإسبانيا ومساهمتها في العالم الجديد. وأعطى مفهوم الوحدة الثقافية أهمية خاصة لكوبا، التي كانت إسبانية لنحو 400 عام تقريبًا، وكان يُنظر إليها على أنها جزء لا يتجزأ من الأمة الإسبانية. وسيكون للتركيز على الحفاظ على الإمبراطورية انعكاسات سلبية لاحقًا على الفخر القومي الإسباني في أعقاب الحرب الإسبانية الأمريكية.

### المصالح الأمريكية في الكاريبي
في عام 1823، أعلن الرئيس الأمريكي الخامس جيمس مونرو (1758-1831 شغل المنصب منذ عام 1817 حتى 1825) مبدأ مونرو، الذي نص على أن الولايات المتحدة لن تتسامح مع المزيد من الجهود التي تبذلها الحكومات الأوروبية لاستعادة أو توسيع مستعمراتها في الأمريكيتين أو التدخل في شؤون الدول المستقلة حديثًا في نصف الكرة الأرضية. وعلى الرغم من ذلك، ستحترم الولايات المتحدة وضع المستعمرات الأوروبية الحالية. قبل الحرب الأهلية الأمريكية (1861-1865)، حاولت مصالح جنوبية إقناع الولايات المتحدة بشراء كوبا وتحويلها إلى دولة عبيد جديدة. اقترح العنصر المؤيد للعبودية اقتراح بيان أوستند لعام 1854، ورفضته القوى المناهضة للعبودية.
بعد الحرب الأهلية الأمريكية وحرب العشر سنوات في كوبا، بدأ رجال العمال الأمريكيون في احتكار أسواق السكر المتدنية القيمة في أوروبا. في عام 1894، ذهبت 90% من إجمالي صادرات كوبا إلى الولايات المتحدة، والتي كانت توفر أيضًا 40% من واردات كوبا. كان إجمالي صادرات كوبا إلى الولايات المتحدة أكبر بنحو 12 مرة من الصادرات إلى بلدها الأم، إسبانيا. أشارت المصالح التجارية الأمريكية إلى أنه في حين ما تزال إسبانيا تحتفظ بالسلطة السياسية على كوبا، فإن الولايات المتحدة هي التي كانت تسيطر على كوبا من الناحية الاقتصادية. أصبحت الولايات المتحدة مهتمة بقناة برزخ عابرة في دولة من بين نيكاراغوا أو بنما وأدركت الحاجة إلى الحماية البحرية. كان الكابتن ألفريد ثاير ماهان منظرًا مؤثرًا بشكل استثنائي، وأثارت أفكاره إعجاب الرئيس ال26 للولايات المتحدة ثيودور روزفلت، مع بناء الولايات المتحدة لأسطول بحري قوي من السفن البحرية الفولاذية في الثمانينات والتسعينيات من القرن التاسع عشر. شغل روزفلت منصب مساعد وزير البحرية في عامي 1897 و1898 وكان مؤيدًا قويًا للحرب الأمريكية مع إسبانيا على المصالح الكوبية.
في غضون ذلك، أنشأت حركة «كوبا الحرة»، التي كانت تحت قيادة المفكر الكوبي خوسيه مارتيه حتى وفاته عام 1895، مكاتب في فلوريدا. كان «المجلس العسكري» الكوبي وجه الثورة الكوبية في الولايات المتحدة، الذي ترأسه توماس إسترادا بالما الذي أصبح في عام 1902 أول رئيس لكوبا. تعامل المجلس العسكري مع صحف بارزة ومسؤولين في واشنطن وعقد فعاليات لجمع التبرعات في أنحاء الولايات المتحدة، وتولى تمويل الأسلحة وتهريبها. وشن حملة دعائية واسعة النطاق ولدت دعمًا شعبيًا هائلًا في الولايات المتحدة لصالح الكوبيين. كانت الكنائس البروتستانتية ومعظم الديمقراطيين داعمين للمجلس، إلا أن المصالح التجارية دفعت واشنطن إلى التفاوض على تسوية وتجنب الحرب.
جذبت كوبا اهتمامًا أمريكيًا هائلًا، إلا أن أي مناقشة أخرى تقريبًا لم تتطرق إلى المستعمرات الإسبانية الأخرى في بويرتوريكو، أو حتى في الكاربيني، أو في الفلبين أو غوام. يلاحظ المؤرخون أنه لم يكن هناك مطالبة شعبية في الولايات المتحدة بإمبراطورية استعمارية في الخارج.

### مسرح المحيط الهادئ

#### الفلبين
خلال 333 عامًا من الحكم الإسباني، تطورت الفلبين من مستعمرة ما وراء البحار صغيرة يحكمها نائب الملك في إسبانيا الجديدة إلى أراض ذات عناصر حديثة في المدن. كانت الطبقات الوسطى الناطقة بالإسبانية في القرن التاسع عشر قد تعلمت بمعظمها الأفكار الليبرالية القادمة من أوروبا. وكان من بين هؤلاء المتعلمين البطل الوطني الفلبيني خوسيه ريزال، الذي طالب السلطات الإسبانية بإصلاحات أكبر. أفضت هذه الحركة في نهاية المطاف إلى ثورة الفلبين ضد الحكم الاستعماري الإسباني. كانت الثورة في حالة هدنة منذ توقيع ميثاق بياك نا باتو في عام 1897، مع قبول القادة الثوريين بالنفي خارج البلاد.
أعد الملازم ويليام وارين كيمبال، ضابط استخبارات الأركان في الكلية الحربية البحرية، خطة للحرب مع إسبانيا تشمل الفلبين في 1 من شهر يونيو من عام 1896 التي عُرفت باسم «خطة كيمبال».
في 23 أبريل من عام 1898، ظهرت وثيقة من الحاكم العام باسيليو أوغستين في صحيفة مانيلا غازيت تحذر من الحرب الوشيكة وتدعو الفلبين إلى المشاركة إلى جانب إسبانيا. كانت المعركة الأولى بين القوات الأمريكية والإسبانية، في 1 مايو، في خليج مانيلا حيث هزم العميد البحري جورج ديوي، قائد السرب الآسيوي التابع للبحرية الأمريكية على متن يو إس إس أولمبيا، في غضون ساعات سربًا إسبانيًا بقيادة الأدميرال باتريسيو مونتوجو. تمكن ديوي من تحقيق ذلك مع تعرض تسعة فقط من مقاتليه لجراح. مع الاستيلاء الألماني على تسينغتاو في عام 1897، أصبح سرب ديوي القوة البحرية الوحيدة في الشرق الأقصى بدون قاعدة محلية خاصة بها، وكان يعاني من مشاكل في الفحم والذخيرة. وعلى الرغم من هذه المشكلات، دمر السرب الآسيوي الأسطول الإسباني واستولى على ميناء مانيلا.
بعد انتصار ديوي، أصبح خليج مانيلا مليئًا بالسفن الحربية للقوى البحرية الأخرى. تصرف السرب الألماني المكون من ثماني سفن، الذي تمركز ظاهريًا في المياه الفلبينية لحماية المصالح الأمريكية، بشكل استفزازي، إذ اعترض طريق السفن الأمريكية ورفض تحية العلم الأمريكي (وفقًا لعادات اللباقة البحرية) وتولى عمليات السبر للميناء وإمدادات الإنزال للإسبان المحاصرين.
ومع امتلاكها لمصالحها الخاصة، كانت ألمانيا حريصة على الاستفادة من أي فرص قد يوفرها الصراع في الجزر. كان هناك خوف في ذلك الوقت من أن تصبح الجزر ملكًا لألمانيا. أشار الأمريكيون إلى خداع ألمانيا وهددوا بصراع في حال استمر العدوان. فتراجع الألمان. في ذلك الوقت، توقع الألمان أن تنتهي المواجهة في الفلبين بهزيمة أمريكية، إذ سيطر الثوار على مانيلا وتركوا الفلبين جاهزة للوقوع في يد الألمان.
نقل العميد البحري ديوي إيميليو أغوينالدو، القائد الفلبيني الذي قاد التمرد ضد الحكم الإسباني في الفلبين في عام 1896، من المنفى في هونغ كونغ إلى الفلبين لحشد المزيد من الفلبينيين ضد الحكومة الاستعمارية الإسبانية. وبحلول 9 يونيو، سيطرت قوات أغوينالدو على مقاطعات بولاكان وكافيت ولاجونا وباتانجاس وباتان وزامباليس وبامبانجا وبانجاسينان وميندورو، وفرضت حصارًا على مانيلا. وفي 12 يونيو، أعلن أغوينالدو استقلال الفلبين.

### أسباب الحرب
بعد توسع الولايات المتحدة وغزوها للأراضي المكسيكية القديمة خلال النصف الأول من القرن التاسع عشر، تنافست الدول العالمية الكبرى حتى نهاية هذا القرن على المستعمرات لأسباب اقتصادية، حين كان العالم يعرّف دولة على أنها قوية إذا نجحت في بسط عُملتها على أقاليم ومستعمرات أخرى.
كما شهدت الاقتصادات المزدهرة في الثُلث الأخير من القرن أزمة نموٍ وكسادٍ في الأسواق المحلية، وقد فرضت الحاجة فتح طرق تجارية جديدة وتوحيد الأراضي الجديدة لاستيعاب الإنتاج الصناعي وإنتاج المواد الخام للصناعات الجديدة.
وهكذا، قررت القوى الأوروبية في مؤتمر برلين عام 1884 تقسيم مناطق توسعها في قارة أفريقيا لتفادي الحرب بينها، وحددت اتفاقيات أخرى مماثلة مناطق النفوذ في آسيا وخاصة في الصين حيث عملت على وضع خطة لتقسيم البلاد، ولكنها لم تتمكن من تنفيذها بسبب اندلاع الحرب العالمية الأولى.
ومع ذلك، لم تتمكن الاتفاقيات من وضع حدّ للصدامات بين القوى بشكل كامل، ففي أواخر القرن التاسع عشر توالت الخلافات حول موانئ وحدود لم تكن واضحة لا سيما في أفريقيا، ومن الأمثلة على ذلك حادثة فاشودة بين الفرنسيين والبريطانيين، والنزاعات الألمانية - البرتغالية حول ميناء موزمبيق كيونغا، والإنذار النهائي الصادر من بريطانيا ضد التوسع البرتغالي في زامبيا، والجدال بين كلا من الفرنسيين والبريطانيين والألمان والإسبان حول السيطرة على المغرب.
الولايات الأمريكية، التي لم تشارك في اتفاقيات تقسيم إفريقيا أو آسيا، حددت منطقة الكاريبي هدفا أولاً لتوسعها، وجاء في المرتبة الثانية، المحيط الهادئ، ولها نفوذه ملموس في هاواي واليابان أيضاً. وجدت العديد من المناطق التي تضم مستعمرات إسبانية ذات قيمة كبيرة مثل: كوبا، بورتوريكو في الكاريبي، الفلبين، جزر كارولين، الماريان في المحيط الهادئ، والتي أصبحت فريسة سهلة بسبب أزمة سياسية قوية أدت إلى اهتزاز الوطن الأم منذ أواخر حُكم اليزابيث الثانية. في حالة كوبا، فقد حصلت بسبب قوتها الاقتصادية والزراعية وموقعها الإستراتيجي على عروض هائلة لِشرائها من قِبل العديد من رؤساء الولايات المتحدة، مثل: جون كيندي أدامز، جيمس بولك، جيمس بوكانان وبوليسيس جرانت، ولكن قُوبلت هذه العروض بالرفض من قِبل الحكومة الإسبانية، لأن كوبا لم تكن تعطى هيبة للدولة الإسبانية فقط وعدّت إحدى أراضيها الأكثر غنىً، وكان نشاط عاصمتها، هافانا، التجاري يضاهي النشاط التجاري في برشلونة.
يُضاف إلى هذا نشوء الحس القومي في كوبا متاثراً بالثورات الفرنسية والأمريكية، وظهور البرجوازية المحلية والقيود السياسية والتجارية المفروضة من قِبل إسبانيا والتي لم تسمح بالتبادل الحر للمُنتجات الأساسية كقصب السكر مع الولايات الأمريكية ودول عظمى أخرى. وقد تأثرت الفوائد الصناعية والتجارية للبرجوازية في كوبا بشكل كبير بالتشريعات الإسبانية. وأدت الضغوطات البرجوازية على صناعة النسيج الكاتالونية إلى تشريع قانون العلاقات التجارية مع جزر الهند (1882) وتشريع جمارك الكانوفاس (1891، وضمنت احتكار صناعات النسيج البرشلونية عندما فرضت رسوماٍ جمركية تتراوح بين 40 و46% على المنتجات الأجنبية وبذلك دفعت المستهلك إلى استهلاك الفائض الإنتاج. وأدى ذلك إلى تحسن هذا القطاع في كاتالونيا بعد أزمة عقد 1880، فتحايلت على المشاكل التنافسية على حساب المصالح الصناعية لكوبا فكان هذا حافزاً أساسيا للثورة.
أدت الثورة الأولى إلى حرب العشر سنوات (1868-1878) تحت قيادة كارلوس مانويل دي سيسبيديس، أحد مُلّاك الأراضي في شرق كوبا. وانتهت الحرب بالتوقيع على اتفاقية خندق السلام التي لم تكن سوى هدنة. في حين قدّمت هذه الاتفاقية بعض التنازلات بخصوص الحكم السياسي الذاتي، وعلى الرغم من الوصول إلى إنهاء الرق في كوبا عام 1880، إلا أن الوضع لم يرض الكوبين بسبب محدوديتها وبالتالي قام المتمردون بالتصعيد مرة أخرى من 1879 حتى 1880 فيما يسمى حرب الفتاة.
من ناحية أخرى، تم نفي الكاتب والمفكر وزعيم الاستقلال الكوبي خوسيه مارتي إلى إسبانيا عام 1871 وذلك بسبب أنشطته السياسية. كان لمارتي في البداية موقفاً سلمياً ولكنه انقلب إلى موقف متطرف، فدعا الكوبيين إلى الحرب كضرورة من أجل استقلال كوبا، ولهذه الغاية تم إنشاء الحزب الثوري الكوبي والذي بموجبه قامت حرب 95، ومن أسباب هذه الحرب كان ازدياد انعدام الثقة بين حكومتي الولايات المتحدة الأمريكية وإسبانيا، في حين قامت الصحافة في كِلا البلدين بحملات قوية لتشويه سمعة البلد الخصم. وعبّرت أمريكا مراراً وتكراراً عن شجاعة الأبطال الكوبيين كمحررين ومقاتلين للتخلص من نير وذل الحكومة الفاسدة والمستبدة من بلد وصفته بالاستبداد والفساد والأمية والفوضوية.
وقد بدا على نحو متزايد بدء اندلاع وشيك للصراع بين قوتين، اعتبرت الدول إحداها من العالم الثاني، نشطة، فتية، في مرحلة النمو، تسعى لإيجاد مساحة لها على الساحة السياسية الدولية بالاستعانة باقتصادها النامي. وأخرى عجوز تسعى للحفاظ على ما تبقى لها من سلطة ونفوذ تمتعت به خلال حقبتها الذهبية. واعتبر الزعماء الأمريكيون أن الحماية المتناقصة للمستعمرات هي نتاج للأزمة الاقتصادية والمالية الإسبانية. وغدت الفرصة سانحة لتقدم أمريكا نفسها كقوة عالمية جديدة ذات قدرات جبارة. لقد كانت هذه الحرب بالفعل نقطة تحوّل فاعلة في صعود الأمة الأمريكية كقوة عالمية.

### ممهدات الحرب
ما حصل في كوبا لم يكن أول النزاعات الدولية التي سببتها الرغبة في السيطرة على المستعمرات الإسبانية. ففي عام 1885، حاولت الإمبراطورية الألمانية توسيع سيطرتها على شمال شرق بابوا إلى جزر الكارولينا، حيث كان من المتوقع فرض انتدابها عليها لقيمتها الاستراتيجية. لكن هذه المحاولة لاقت معارضة شديدة من إسبانيا التي كانت حاضرة في الأرخبيل منذ عام 1521، ثم أعلنت سيادتها عليها للمرة الأولى عام 1667. واحتجت ألمانية (كما قامت بريطانيا في مناسبات أخرى) بأن إسبانيا قد هجرت الجزر حين ألغت الحكم العسكري فيها عام 1787، على الرغم من أن النشاط التبشيري والتجاري عادا مجدداً خلال القرن التاسع عشر. وانتهت وساطة البابا ليون الثالث عشر، وكما هو الحال في أوضاع أخرى، مع الاعتراف بالسيادة الإسبانية على الرغم من السماح للألمان بإنشاء محطة بحرية ومنجم للفحم في واحدة من جزر الكارولينا.
أما في كوبا فكان الوضع العسكري الإسباني معقداً. فقد أحكم المحاربون المطالبون بالتحرر (المامبيون)، بقيادة أنطونيو ماسيو وماكسيمو غوميز، سيطرتهم على الساحل الكوبي، بينما بقيت المناطق المحصنة فقط والبلدات الرئيسية تحت حكم الاستعمار. وقرر الجنرال الإسباني، ويلار، المُنصّب لإدارة الجزيرة، اللجوء إلى سياسة مركزة المزارعين في محميات تحت الرقابة، وهدفت هذه السياسة إلى عزل المتمردين وتركهم دون إمدادات. سببت هذه المحميات تدهور الوضع الاقتصادي ونتج عنه توقف إنتاج المواد الغذائية والزراعية، وجراء هذه الأوضاع توفي حوالي 200,000-400,000 من الكوبيين. أدّى هذا الوضع إلى تعميق نزعة الاستقلال وتفاقم الكراهية تجاه الحكم الاستعماري. أما في هافانا، فحدثت مظاهرات واشتباكات بين الداعين للاستقلال والموالين للإسبان. من جهة أخرى، طالب العديد من الكوبيين من أصحاب النفوذ بإلحاح من واشنطن التدخل، فرأت الحكومة الأمريكية صعوبة أن يهزم الثوار جيش إسبانيا، وبذلك ستفقد سيطرتها على الجزيرة، فقررت التدخل عسكرياً.

### غرق السفينة ماين
تحت ستار تأمين مصالح الأمريكيين المقيمين في الجزيرة، أرسلت حكومة الولايات المتحدة إلى هافانا البارجة الحربية من الدرجة الثانية (ماين). كانت الرحلة أشبه بمناوره لإثارة الخوف واستفزاز إسبانيا التي كان موقفها حازماً في رفض عرض الشراء المقدم من قبل الولايات المتحدة لشراء كوبا وبورتوريكو. وفي 25 يناير 1898، ودون إخطار بوصولها، دخلت ماين هافانا منتهكةً القواعد والممارسات الدبلوماسيه السائدة في ذلك الوقت والقائمة إلى الآن، وكردّ على ذلك أرسلت الحكومة الإسبانيه البارجة بيثكايا إلى ميناء نيويورك.
بالرغم من كون دخول السفينة غير لائق، حافظ سكان هافانا على هدوئهم وترقبهم، وبدا القبطان رامون بلانكو مسيطراً تماما على الوضع. وبالرغم من الاستقبال الفاتر للبارجة ماين من قبل السلطات الإسبانيه، فقد انسجم كل من رامون بلانكو والقبطان تشارلز زيقزبي قائد البارجة الأمريكية من اللحظة الأولى وأصبحا صديقين.
ومع ذلك، وفي 25 فبراير الساعة التاسعة وأربعين دقيقه وقع انفجار أضاء ميناء هافانا. وتطايرت أشلاء الباخرة ماين في الهواء. قتل 245 رجلا وضابطين من أصل 355. بينما كان يستمتع باقي الضباط بحفل راقص أقامته السلطات الإسبانية على شرفهم. قامت الصحافة الصفراء التابعة لويليام راندولف هارست، ودون انتظار نتائج أي تحقيق، بنشر الخبر في اليوم التالي تحت عنوان «انشطار السفينة الحربية ماين إلى نصفين بسبب عبوة متفجرات سرية وضعها العدو».
تم إنشاء لجنتي تحقيق بهدف تحديد أسباب الإنفجار، واحدة إسبانية والأخرى أمريكية، إذ رفض الأمريكان إنشاء لجنة تحقيق مشتركة. ومنذ اللحظة الأولى أصر الأمريكان على أن الإنفجار خارجي ومتعمد، بينما أكدت اللجنة الإسبانية أنه داخلي ولا يمكن أن يعزى للأسباب التي ذكرها الأمريكيون، فلم يرتفع أي عامود ماء، ولو كان لغماً لما اشتعلت مخازن الذخيرة، ولتم إيجاد أسماك ميتة في الميناء، وهو أمر طبيعي في حالة وجود انفجار خارجي.
وانتشر بين المؤرخين الإسبان رأي مشترك أن انفجار مسحوق التخزين كان متعمداً من قبل الأمريكان لاستعماله ذريعةً لدخول الحرب. بعض الدراسات الحالية عزت السبب إلى إنفجار عرضي نتج عن ارتفاع درجة الحواجز التي تفصلها عن الفحم المجاور والذي يكون مشتعلاً في لحظات كهذه. ونظراً للأضرار الناجمة عن الانفجار بينت بعض الدراسات الحديثة أنه لو كان سبب الانفجار خارجي لتسبب بارتفاع السفينة عن سطح الماء.
ورفعت بعض الوثائق االتابعة للحكومة الأمريكية السرية عن عملية منغوستا (مشروع لغزو كوبا بعد غزو خليج الخنازير)، وهي تؤيد فرضية افتعال الحكومة الأمريكية للانفجار بهدف اختلاق ذريعة لإعلان الحرب على إسبانيا.
إسبانيا أنكرت منذ البداية أية علاقة لها بانفجار ماين، ولكن الحملة الإعلانية التي قادتها صحيفة ويليام، والمعروفة اليوم باسم مجموعه هارست، وهي واحدة من أهم الامبراطوريات الإعلامية في العالم، قد أقنعت الجزء الأكبر من الأمريكان أن إسبانيا مذنبة.
اتهمت أمريكا إسبانيا بإغراق البارجة وأصدرت إنذاراً نهائياً لها بالانسحاب من كوبا، ثم بدأت بإرسال متطوعين قبل الحصول على رد من الجانب الإسباني. رفضت الحكومة الإسبانية من جانبها محاولات اتهامها كما رفضت الانصياع للإنذار معلنةً الحرب في حال دخلت الولايات المتحدة إلى أراضيها، ودون إنذار وجدت كوبا نفسها محاصرة من قبل الأسطول الأمريكي. هكذا بدأت الحرب الإسبانية الأمريكية التي امتدت مع الزمن إلى مستعمرات إسبانية أخرى مثل بورتوريكو والفليبين وغوام.

## الكونغرس يصادق على شن الحرب
و في 11-4-1898، طالب الرئيس الأمريكي «ماكينلي» الكونغرس السماح له «بإنهاء الحرب الأهلية في كوبا». وبعد مضي 8 أيام، اتخذ الكونغرس 3 قرارات تعترف باستقلال كوبا وتطالب بانسحاب الإسبان من الجزيرة، وتمنح الرئيس الأمريكي حق استخدام القوات المسلحة الأمريكية لتنفيذ القرارين السابقين. وسرعان ما قامت إسبانيا بقطع علاقاتها الدبلوماسية مع الولايات المتحدة احتجاجا على تلك القرارات. وفي 25-4 أعلن الكونغرس الأمريكي وجود حالة حرب مع إسبانيا منذ 21-4 في منطقة الكاريبي والمحيط الهادي.
و في 27-4، أبحر السرب البحري الآسيوي الأمريكي من المياه الصينية حيث كان متمركزا باتجاه الفلبين، ووصل إلى خليج مانيلا في 30-4. وفي صباح اليوم التالي، هاجمت القوة الأمريكية قوة إسبانية بحرية أضعف منها في الخليج. وسرعان ما تمكنت القوة الأمريكية من تحييد القوة الإسبانية، وقامت بفرض الحصار على «مانيلا» بانتظار وصول قوة برية للاستيلاء عليها. وفي 30-6، وصلت تلك القوة، غير أنها لم تهاجم المدينة حتى 13-8، حين تمكنت من الاستيلاء عليها بعد مقاومة رمزية أبدتها الحامية الإسبانية.
و في 22-4، وقبل الإعلان الرسمي عن بدء الحرب، أبحرت قوة بحرية أمريكية لفرض حصار على هافانا. وبعد مضي أسبوع على ذلك، أبحرت قوة إسبانية بحرية من جزر الرأس الأخضر باتجاه كوبا. وتمكنت هذه القوة في 19-5 من الوصول إلى «سانتياغو دي كوبا». وسرعان ما قامت القوة البحرية الأمريكية بفرض حصار على ميناء هافانا.
و في 14 يونيو، أبحر فيلق أمريكي بقيادة اللواء «شافتز» من الولايات المتحدة نحو كوبا. وتم إنزال الفيلق قرب سانتياغو في 22-25/6/1898، وعلى الرغم من وجود 200 ألف جندي إسباني في الجزيرة، فإن القوة المتواجدة في منطقة سانتياغو لم تتعد 25 ألف، كما أن حامية المدينة كان عددها 13 ألف. وسرعان ما حاول الأمريكيون الاستيلاء على مرتفعات مشرفة، فنشبت معركتا «سان خوان» و«الكاني» في 1-7. وبرز في المعركة الأولى «تيودور روزفلت» الذي أصبح فيما بعد رئيسا للولايات المتحدة. وتمكن الأمريكيون من الاستيلاء على المرتفعات بعد أن منوا بخسائر كبيرة.
و في 3-7، نشبت معركة خليج سانتياغو البحرية التي أدت إلى انتصار القوة البحرية الأمريكية. وما لبثت سانتياغو أن استسلمت في 17-7، رغم وجود قوات كبيرة إسبانية لم تكن قد دخلت ميدان العمليات حتى ذلك الوقت، وذلك نظرا لسيطرة الأمريكيين على البحار، الأمر الذي عزل القوات الإسبانية المتواجدة على الجزيرة. كما أن القائد الإسباني لم يدرك حقيقة أن القوات الأمريكية بدأت تعاني أمراض عديدة كالحمى الصفراء وحمى الملاريا.

## تطور الصراع
قبل أحداث ماين كانت الولايات المتحدة قد جهزت أسطولها البحري في المحيط الأطلسي ووجهته إلى هونغ كونغ ليقوم بتدريبات عسكرية إلى أن يتلقى أمراً بالتوجه نحو الفليبين وجزيرة غوام. وقبل ثلاثة أشهر قامت أيضاً بضرب حصار بحري على كوبا دون إعلان الحرب، ثم أعلنتها بأثر رجعي يبدأ من بداية الحصار.
وصلت الجيوش الأمريكية بسرعة إلى كوبا، تم هزيمتهم أولاً في معركة برية، ثم قام الجيش الأمريكي بتدمير أسطولين إسبانيين، أحدهما في معركة كافيتة في الفليبين والآخر في المعركة البحرية في سانتياغو دي كوبا، حاول خلالها الأسطول الإسباني الهرب بسرعة إلى منطقة بحرية مفتوحة، ثم طلبت الحكومة الإسبانية في تموز/يوليو الدخول في مفاوضات سلام.
استسلمت سانتياغو دي كوبا في السادس عشر من تموز/يوليو، ويقدر عدد الوفيات في هذه الحملة ما يقارب 600 من الجانب الإسباني و250 من الجانب الأمريكي و100 من الجانب الكوبي. وعلى الرغم من فوز الولايات المتحدة بالحرب لدعم المحاربين المامبيين لهم إلا أن الجنرال الأمريكي شافتير منع الكوبيين من الدخول المؤزر إلى سانتياغو دي كوبا بحجة «احتمالية قيامهم بأعمال انتقامية».
في 25 تموز/يوليو نزل الجنرال نلسون مايلز برفقة 3,300 جندي في غوانيكا لبدء هجوم أرضي في بورتوريكو، غير أن القوات الأمريكية واجهت مقاومة في بداية الهجوم. ووقعت أول مناوشات بين الأمريكان والقوات الإسبانية والبورتوريكية في غوانيكا، وحصلت المقاومة المسلحة الأولى في ياوكو والمعروفة الآن باسم «معركة ياوكو». تلا هذه المواجهة المسلحة معارك أخرى مثل فارخادو، غوايامو، كوامو، ومعركة أسومانتيه. رغم أن الولايات المتحدة لم تستطع الحصول على بورتوريكو عند البدء باحتلال الجزيرة غير أن إسبانيا أعلنت استسلامها بسبب هزيمتها في الفليبين وكوبا.

## الاستيلاء على بورتو ريكو ومعاهدة السلام
و في 25-7، نزلت قوة أمريكية في جزيرة «بورتو ريكو»، وتمكنت من السيطرة عليها بعد سلسلة من العمليات. وتوقفت العمليات العسكرية في 12-8 وفق أحكام ببروتوكول تم التوصل إليه بمساعدة من «جول كامبون» السفير الفرنسي لدى «واشنطن». وقد نصت أحكام البروتوكول المذكور على تخلى إسبانيا عن كوبا، وتسليم الولايات المتحدة «بويرتو ريكو» وإحدى جزر الماريانا، وموافقتها على احتلال الولايات المتحدة للفيليين ريثما يتم حل النزاع في معاهدة سلام. وتم توقيع معاهدة السلام في 10-12-1898 في باريس، ووافق عليها مجلس الشيوخ الأمريكي في 6-2-1898، واستكملت بنود المعاهدة بنود البروتوكول التي أكدت استيلاء الولايات المتحدة على الفيليبين مقابل 20 مليون دولار تدفعها لإسبانيا.
و لقد أقام الأمريكيون إدارة عسكرية مؤقته في كوبا، فلم تمنح الجزيرة استقلالها حتى العام 1902، وبعد إدخال تعديلات متعددة على الدستور الكوبي تعطي الولايات المتحدة حق التدخل في الجزيرة وإقامة قواعد بحرية فيها. ويعود التواجد الأمريكي في قاعدة غوانتنامو إلى ذلك التاريخ.
و لقد كانت معظم أوروبا متعاطفة مع إسبانيا خلال هذه الحرب. غير أن بريطانيا كانت أبرز المتعاطفين مع الولايات المتحدة. الأمر الذي ساهم في تمهيد الطريق أمام التحالف الأمريكي البريطاني في القرن العشرين وخلال حربين عالميتين. ولقد كانت الحرب الأمريكية-الإسبانية نقطة تحول حقيقية في التاريخ العالمي الحديث، إذ شهدت ظهور الولايات المتحدة كقوة عالمية تمتد مطامحها عبر العالم.

## نتائج الحرب
في معاهدة باريس المنعقدة في العاشر من كانون أول/ديسمبر 1898، تم الاتفاق على منح كوبا استقلالها وعلى أن يتم البدء في تنفيذ ذلك عام 1902، وأن تتخلى إسبانيا عن الفليبين وبورتوريكو وغوام. ونظراً لصعوبة الدفاع عن باقى الممتلكات الإسبانيه في أوقيانوسيا(جزر الماريانا، كارولينا، بالاو)، بسبب موقعها النائي وبسبب تدمير جزء كبير من الأسطول الإسباني، تم بيعها إلى ألمانيا عام 1899 مقابل 25 مليون بيزيتا وفق المعاهدة الألمانيه الإسبانيه.
في اتفاقية باريس تم التوقيع على البنود التالية:
البند الأول:- تتخلى إسبانيا عن سيادتها وملكيتها لكوبا واعتبار هذه الجزيرة محتلة من قبل الولايات المتحدة الأمريكية حال إخلائها من قبل إسبانيا، وستأخذ الولايات المتحدة على عاتقها مسؤولية الوفاء بالتزماتها طالما تحتل الجزيرة حسبما يفرضه القانون الدولي.
البند الثاني:- تتنازل إسبانيا للولايات المتحدة عن جزيرة بورتوريكو وغيرها من المناطق في جزر الهند الغربية القابعة تحت سيادتها، بالإضافة إلى جزيرة غوام في أرخبيل الماريانا أو لادرونيس.
البند الثالث:- تتنازل إسبانيا عن الأرخبيل المعروف باسم جزر الفليبين للولايات المتحدة.
البند الرابع:- على الولايات المتحدة نقل الجنود الإسبان المأخوذين كأسرى حرب عندما استولت القوات الأمريكية على مانيلا إلى إسبانيا على نفقتها الخاصة.
بانتهاء الحرب نشأ جدل داخلي في الولايات المتحدة حول مصير المستعمرات المستولى عليها حديثاً، فمنهم من دعم فكرة تجهيز الدول النامية للديمقراطية، ومنهم من دافع عن مبدأ تقرير المصير الوطني المذكور في إعلان استقلال الولايات المتحدة. في الفليبين سرعان ما بدأ المتمردون الذين قاتلوا ضد الاستعمار الإسباني بمحاربة القوات الأمريكية. واستنكر كثير من المفكرين مثل الفيلسوف ويليام جيمس ورئيس جامعة هارفارد تشارلز إليوت هذه الممارسات معتبرينها خيانه للقيم الأمريكية.
وعلى الرغم من انتقاد المعارضين للإمبرياليه إلا أن الولايات المتحدة بدأت بالتقرب والسيطرة أكثر فأكثر في منطقة الكاريبي بالكامل. واقترح الرئيس ثيودور روزفلت إنشاء قناة في أمريكا الوسطى. وفي عام 1903 عرض على الحكومة الكولومبية شراء شريط من الأرض الذي يعرف في وقتنا الحالي باسم بنما. وفي الوقت نفسه الذي رفضت فيه كولومبيا عرض روزفلت اندلع تمرد في المنطقة المقرر إنشاء القناة فيها، فدعم روزفلت الثورة وسرعان ما اعترف بتحرر بنما عن كولومبيا. وبعد بضعة أيام سافر الفرنسي فيليب جون بونو–فارييا إلى واشنطن سفيراً فوق العادة ومفوضاً لجمهورية بنما الجديدة وباع للولايات المتحدة منطقة القناة. وفي عام 1914 بدأت حركة الملاحة البحرية في القناة.
غادرت القوات الأمريكية كوبا عام 1902 ولكنها اقترحت على الجمهورية الجديدة منح قواعد بحرية للولايات المتحدة، كما منعت كوبا من توقيع أية معاهدات تمكنها من الدوران في فلك أية قوى أجنبية أخرى. وضمنت الولايات المتحدة تدخلها أيضاً في الدولة من خلال أحد البنود في الدستور الكوبي يدعى Enmienda Platt يبقى صالحاً حتى عام 1934. ومنح لجزر الفليبين استقلالاً محدوداً عام 1907 وتاماً عام 1946. ووافق الكونغرس الأمريكي عام 1952 على منح بورتوريكو حكومة محدودة.

### هوامش
1. 1 2  لم تقر مساهمتهم من الأطراف المتحاربة.
2. ↑  The United States was informally allied with Katipunan forces under إميليو أغينالدو from the time of Aguinaldo's return to Manila on May 19, 1898 until those forces were absorbed into a government proclaimed May 24, 1898, and continued to be informally allied with government forces until the end of the war.
3. ↑  الثورة الفلبينية